# Villa Rizzardi
La Villa Rizzardi è una villa veneta risalente alla fine del XIX secolo (probabilmente tra il 1868 e il 1870). Essa si trova nel comune di Negrar (in località Poiega), in Valpolicella, nella provincia di Verona. 
La villa è stata edificata dai conti Rizzardi, padroni dei territori ove sorge fin dal 1677, ed è tuttora proprietà famigliare. 
La costruzione si erge in collina, a nord est dell'abitato di Negrar, godendo di un'ottima vista panoramica sulla valle. 
Dal 1967 al 2004, la villa fu abitata dallo scultore spagnolo Miguel Berrocal.

## Architettura e caratteristiche

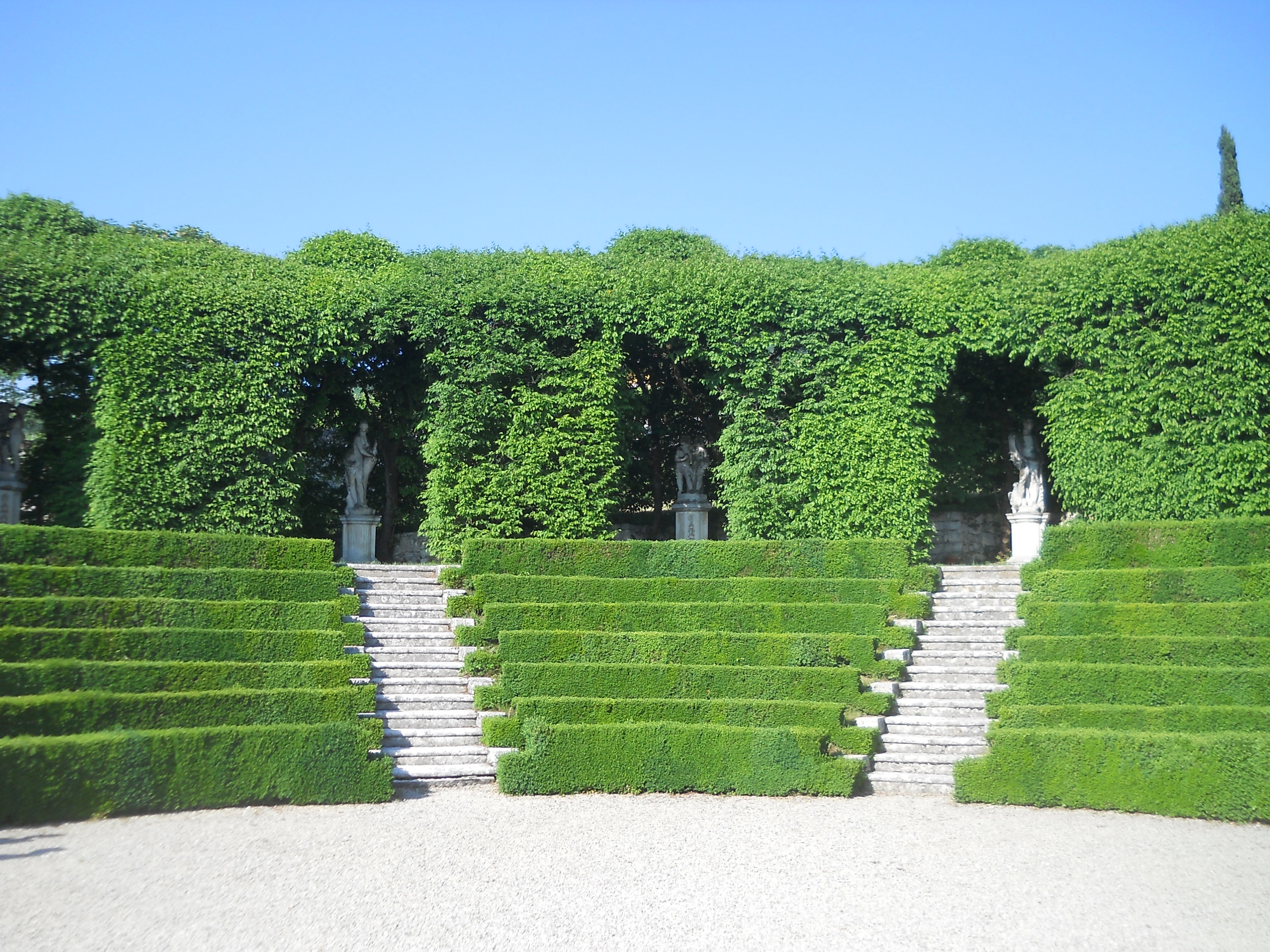
Teatro di verzura nel giardino della villa.

La villa è in stile barocco con influssi tardorinascimentali ad opera dell'architetto Filippo Messedaglia. 
La vera peculiarità del complesso però non è l'edificio, bensì il giardino di Pojega che s'estende posteriormente alla villa per più di 50.000 m², nel quale spicca uno storico teatro di verzura. La creazione si ebbe ad opera dell'architetto Luigi Trezza che si ispirò ai giardini veneti cinquecenteschi. Trezza progettò questi giardini tra il 1783 e il 1796.